# Adrien Bau
Pour les articles homonymes, voir Bau.

a Compétitions nationales et continentales officielles uniquement.

Dernière mise à jour le 25 septembre 2023.
Adrien Bau, né le 3 mars 1994 à Annecy, est un joueur français de rugby à XV qui évolue aux postes de demi de mêlée et demi d'ouverture.

## Biographie
Né à Annecy en Haute-Savoie, Adrien Bau commence la pratique du rugby à XV dès l'âge de 5 ans, au FCS Rumilly ; il devait à l'origine s'inscrire pour jouer au football, mais seuls les enfants de plus de 6 ans étaient alors acceptés, ce qui le dirigea plutôt vers le ballon ovale. Fidèle au club dans sa jeunesse, il déménage dans la région lyonnaise dans le cadre de ses études au lycée de Villefranche-sur-Saône et intègre en 2010 les rangs du Lyon OU en catégorie cadet,.
Durant ses années au sein du club lyonnais et du pôle espoirs de son lycée, il connaît plusieurs sélections avec l'équipe de France dans différentes catégories junior. Après avoir intégré l'équipe des moins de 17 ans, puis l'équipe réserve des moins de 18 ans, il évolue avec l'équipe de France universitaire. Après des premiers matchs en 2013-2014,, il dispute le Tri-nations universitaire 2015. En participant au match gagné contre le pays de Galles, il remporte avec la sélection nationale ce Tri-nations.
Formé au poste de demi d'ouverture, il est plus tard repositionné en tant que de demi de mêlée étant donné son gabarit plus adapté.
En 2012, il remporte le championnat de France Crabos avec les jeunes Lyonnais. Après avoir disputé ses premières rencontres en division professionnelle en 2013, Bau est utilisé pendant la saison 2014-2015 pour disputer le Challenge européen,.
Après cinq saisons au Lyon OU, Bau est contacté par Raphaël Saint-André, l'un de ses anciens entraîneurs au club rhodanien, pour rejoindre le centre de formation de l'US Dax. Malgré des contacts pour évoluer dans un club près de chez lui, il choisit finalement la proposition du club du Sud-ouest au début de l'intersaison, alors que ce dernier n'est à l'époque pas encore assuré d'évoluer en division professionnelle. Le 25 janvier 2017, sa prolongation de trois saisons supplémentaires est annoncée.
Néanmoins, après une année honorée, il fait valoir sa clause libératoire après la relégation du club dacquois en Fédérale 1 au terme de la saison 2017-2018. Il s'engage ainsi avec Provence Rugby en Pro D2 pour deux années. Il prolonge ensuite pour deux saisons supplémentaires. Lors de la saison 2021-2022, Bau et le club aixois terminent aux portes de la qualification, à la 7e place du championnat ; le contrat du joueur n'est pas reconduit après cette dernière.
Bau reste alors en Pro D2, signant un contrat de trois saisons avec un des promus, le Soyaux Angoulême XV. Son contrat est prolongé à son terme, en cours de saison 2024-2025,.

## Palmarès

### En club
- Championnat de France Crabos :
  - Vainqueur : 2012 avec le Lyon OU.
- Championnat de France de 2e division :
  - Vainqueur : 2014 avec le Lyon OU.

### En équipe nationale
- Tri-nations universitaire :
  - Vainqueur : 2015 avec l'équipe de France universitaire.

## Statistiques
| Saison               | Saison               | Championnat | Championnat | Championnat | Championnat | Championnat | Championnat | Championnat | Coupe d'Europe     | Coupe d'Europe | Coupe d'Europe | Coupe d'Europe | Coupe d'Europe | Coupe d'Europe | Coupe d'Europe |
| Saison               | Saison               | Compétition | M           | Pts         | Ess.        | Pén.        | Tr.         | Dp.         | Compétition        | M              | Pts            | Ess.           | Pén.           | Tr.            | Dp.            |
| -------------------- | -------------------- | ----------- | ----------- | ----------- | ----------- | ----------- | ----------- | ----------- | ------------------ | -------------- | -------------- | -------------- | -------------- | -------------- | -------------- |
| 2013-2014            | Lyon OU              | Pro D2      | 2           | 0           | 0           | 0           | 0           | 0           | -                  | -              | -              | -              | -              | -              | -              |
| 2014-2015            | Lyon OU              | Top 14      | 0           | 0           | 0           | 0           | 0           | 0           | Challenge européen | 3              | 0              | 0              | 0              | 0              | 0              |
| Total Lyon OU        | Total Lyon OU        | Total       | 2           | 0           | 0           | 0           | 0           | 0           | Total              | 3              | 0              | 0              | 0              | 0              | 0              |
| 2015-2016            | US Dax               | Pro D2      | 20          | 11          | 2           | 4           | 0           | 0           | -                  | -              | -              | -              | -              | -              | -              |
| 2016-2017            | US Dax               | Pro D2      | 27          | 108         | 5           | 19          | 13          | 0           | -                  | -              | -              | -              | -              | -              | -              |
| 2017-2018            | US Dax               | Pro D2      | 16          | 30          | 0           | 6           | 6           | 0           | -                  | -              | -              | -              | -              | -              | -              |
| Total US Dax         | Total US Dax         | Total       | 63          | 149         | 7           | 29          | 19          | 0           | Total              | -              | -              | -              | -              | -              | -              |
| 2018-2019            | Provence Rugby       | Pro D2      | 22          | 2           | 0           | 0           | 2           | 0           | -                  | -              | -              | -              | -              | -              | -              |
| 2019-2020            | Provence Rugby       | Pro D2      | 13          | 8           | 1           | 1           | 0           | 0           | -                  | -              | -              | -              | -              | -              | -              |
| 2020-2021            | Provence Rugby       | Pro D2      | 19          | 10          | 2           | 0           | 0           | 0           | -                  | -              | -              | -              | -              | -              | -              |
| Total Provence Rugby | Total Provence Rugby | Total       | 54          | 20          | 3           | 1           | 2           | 0           | Total              | -              | -              | -              | -              | -              | -              |
| Total                | Total                | -           | 119         | 169         | 10          | 30          | 21          | 0           | -                  | 3              | 0              | 0              | 0              | 0              | 0              |